# 韋特格萊茲 (密蘇里州)
韋特格萊茲（英語：Wet Glaize）是位於美國密蘇里州康登縣的非建制地區。

## 歷史
韋特格萊茲的郵局於1848年設立，其後於1938年停運。

## 地理
韋特格萊茲所處的海拔為高於海平面252米（即827英呎），而該地所採用的時區為UTC-6，即北美中部時區（CST）。同時該地設有夏令時間，為UTC-6調快一小時，即UTC-5（CDT）。